# Kinosternon angustipons
Kinosternon angustipons је гмизавац из реда корњача и фамилије Kinosternidae.

## Угроженост
Ова врста се сматра рањивом у погледу угрожености врсте од изумирања.

## Распрострањење
Врста је присутна у Никарагви, Костарици и Панами.

## Станиште
Станишта врсте су мочварна подручја и слатководна подручја.